# 10114 Greifswald
A 10114 Greifswald (ideiglenes jelöléssel 1992 RZ) a Naprendszer kisbolygóövében található aszteroida. Lutz D. Schmadel és Freimut Börngen fedezte fel, 1992. szeptember 4-én.